# Illustrirtes Wiener Extrablatt

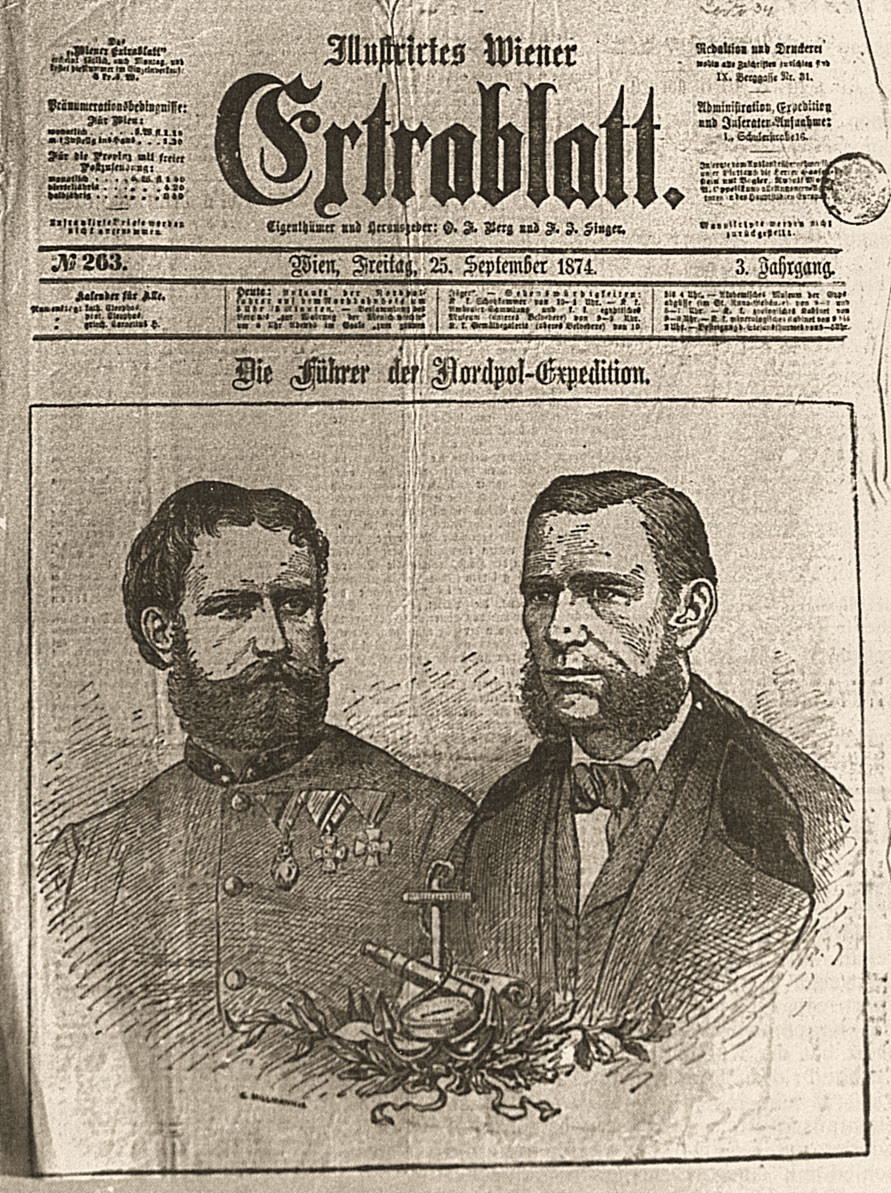
Titelblatt des Illustrirten Wiener Extrablatts vom 25. September 1874

Das Illustrirte Wiener Extrablatt war eine von 1872 bis 1928 erscheinende kleinformatige Wiener Tageszeitung. Ab dem 12. August 1915 erschien sie unter dem Titel Illustriertes Wiener Extrablatt.

## Geschichte

Mitbegründer der Zeitung: der Theaterdichter Ottokar Franz Ebersberg (1833–1886).

Gegründet wurde die Zeitung vom Theaterautor Ottokar Franz Ebersberg und Franz Josef Singer. Die erste Ausgabe erschien am 24. März 1872 im Druck der A. Neumann-Druckerei. Ab 2. April übernahmen die Gründer mit der Druckerei Ebersberg & Singer selbst diese Aufgabe.
Ab 1. Dezember 1874  bis 29. Oktober 1883 war Singer der alleinige Eigentümer, Herausgeber und Drucker, bis er am 30. Oktober 1883 von Edgar Spiegl von Thurnsee (1839–1908) als Herausgeber abgelöst wurde. Dieser übernahm am 1. Jänner 1884 auch den Druck und gründete hierzu die Druckerei des Illustrirten Wiener Extrablattes. Ab 1. Jänner 1893 war die Druckerei der Ersten Wiener Zeitungsgesellschaft für den Druck zuständig. Diese Gesellschaft löste per 17. Jänner 1897 Spiegl als Herausgeber ab und war nun als Verlag der Zeitung tätig. Ab 26. Oktober 1905 erschien die Zeitung im Elbemühl-Verlag, der ab 30. September 1922 auch als Eigentümer aufscheint. Am 25. Juli 1924 verkaufte Elbemühl die Zeitung an die Wiener Allgemeine Zeitungs- und Verlags-Aktiengesellschaft, die Verlag, Herausgabe und Druck der Zeitung übernahm.
Die letzte Ausgabe des Illustrirten Wiener Extrablattes erschien am 16. Dezember 1928. Nachfolger der Zeitung war das Neue Wiener Extrablatt, das bis 11. Februar 1934 – dem Vortag des Ausbruchs des österreichischen Bürgerkriegs – erschien.

## Format und Erscheinungsweise
Bis 1922 erschien die Zeitung mit drei Spalten im Format 36,5 × 22,5 Zentimeter (das ist dieselbe Breite wie die Kronen Zeitung, jedoch 6,5 cm höher). Ab 1. Februar 1922 erschien die Zeitung etwas größer im Format 41 × 28 cm.
Bis 3. Juli 1876 erschien die Zeitung täglich. Anschließend, bis 1. Februar 1922, erschien das Illustrierte Wiener Extrablatt zwei Mal täglich als Morgenblatt und in einer Abendausgabe – mit Ausnahme von Sonntag und Montag, wo nur eine Morgenausgabe erschien. In den letzten Jahren erschien sie nur noch ein Mal täglich.

## Beilagen
Unter den zahlreichen kurz- und mittelfristig erschienenen Beilagen finden sich unter anderem von 1889 bis 1897 eine Romanbeilage (anschließend als Rubrik fortgesetzt), von 1923 bis 1928 das Gewerbe-Extrablatt, im Jahr 1925 auf 25 Ausgaben verteilt Stenographie-Unterricht, von 1925 bis 1928 die Beilage Kinder-Extrablatt, ebenfalls von 1925 bis 1928 das Frauen-Extrablatt sowie Der Chauffeur. Weitere, weniger lang erschienene Beilagen waren etwa das Film-, Sport-, Lehrer-, Radio- und Kleinrentner-Extrablatt. Zusätzlich lag dem Illustrirten Wiener Extrablatt die Wiener Gemeinde-Zeitung bei.

## Redaktion
Redakteure:
- Ottokar Franz Ebersberg (24. März 1872 – 17. April 1872)
- Theodor Starzengruber (bis 20. Februar 1873)
- Franz Zistler (bis 2. Juli 1873)
- A. Ehrlich (bis 15. Jänner 1874)
- Hermann Fürst (bis 16. Februar 1880)
- Matthias Oeribauer (bis 10. April 1880)
- Julius Oberhuber (bis 26. Mai 1883)
- Ernst Keiter (bis 31. Dezember 1884)
- F. G. Franz (bis 25. Oktober 1886)
- E. Seidel (bis 27. Dezember 1902; zeitweise vertreten durch Julius Löwy)
- Josef Richter (bis 21. Dezember 1921; Vertretung im August 1904 und 1905 durch Julius Löwy, von 28. Oktober 1910 bis 13. Dezember 1911 durch Friedrich Kraupa, Ende Juni/Anfang Juli 1912 durch Alois Munk, Ende Juni/Anfang Juli 1913 und 1914 durch Josef Melbourn)
- J. Schwarz (bis 29. März 1923)
- Raimund Keiter (bis 16. Dezember 1928; Vertretung im Juli 1926 durch Ernst Otto Schwager, im Juli 1927 durch Artur Königstein und von Mitte Juni bis Mitte Juli 1928 durch Emil Schiller)

In den letzten Jahren gab es von 1. November 1924 bis 28. September 1927 mit Leo Prerovsky auch einen Chefredakteur.